# 田口洋一
田口 洋一（たぐち よういち、1947年8月13日 - ）は、日本の経営者。SUMCO社長、会長を務めた。

## 経歴
秋田県出身。1970年に早稲田大学法学部を卒業し、同年に三菱金属鉱業(現在の三菱マテリアル)に入社。
2001年6月に常務に就任し、2005年4月に三菱住友シリコン(のちのSUMCO)取締役、2009年4月に副社長を経て、同年6月から2012年4月までに社長を務めた。